# Robert Richardson
Robert Richardson, ASC (Hyannis, 27 de agosto de 1955) é um diretor de fotografia estadunidense, premiado três vezes com o Oscar de melhor fotografia: em 1992, por JFK - A Pergunta que não quer Calar; em 2005, por O Aviador; e em 2012, por A Invenção de Hugo Cabret.
Richardson foi também indicado em outras cinco oportunidades: em 1987 por Platoon; em 1990, por Nascido em Quatro de Julho (1989); em 2000, por Neve Sobre os Cedros, em 2013 por Django Livre; e em 2020 por Era Uma Vez Em... Hollywood. Foi indicado ao BAFTA na mesma categoria por Platoon e por The Aviator, entre inúmeras outras vitórias e indicações.
Atualmente Robert Richardson trabalha em sua estreia como diretor, na adaptação do romance de fantasia Deuses Americanos (American Gods) do escritor Neil Gaiman que está sendo produzida pela empresa Playtone de Tom Hanks como uma série de TV para o canal HBO.